# Ashnikko
Ashnikko, pseudonimo di Ashton Nicole Casey (Oak Ridge, 19 febbraio 1996), è una rapper, cantautrice e produttrice discografica statunitense.

## Biografia
Ashton Nicole Casey è nata ad Oak Ridge nella Carolina del Nord e cresciuta nella città di Greensboro. I suoi genitori l'hanno esposta alla musica country e agli Slipknot. Casey si è interessata per la prima volta alla musica, in particolare al genere rap, quando ha ascoltato Bucky Done Gun e Arular di M.I.A. all'età di 11 anni. Da adolescente la sua famiglia si è trasferita in Estonia per gli studi di suo padre, trascorrendo un anno lì prima di stabilirsi a Riga, in Lettonia.

## Carriera

### Esordi

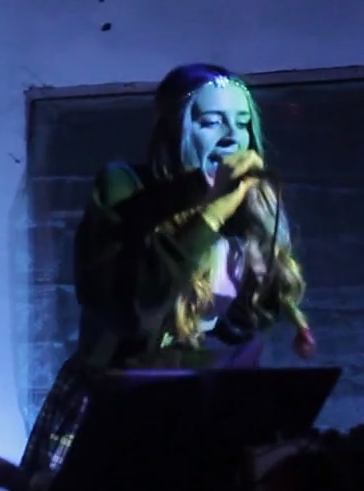
Ashnikko in concerto a Riga nel 2014

La prima canzone della rapper, Krokodil, è stata resa disponibile su SoundCloud nel luglio 2016, prodotta da Raf Riley. Tale brano viene poi seguito dal suo primo EP, Sass Pancakes, pubblicato dalla Digital Picnic Records nel 2017. Nel novembre 2018 è stata la volta del secondo EP, intitolato Unlikeable, che ha visto la collaborazione di Kodie Shane.

### Hi, It's Me,Demidevile successo (2019-2021)
Nel luglio 2019 l'artista ha pubblicato il terzo EP Hi, It's Me contenente cinque tracce tra cui il singolo di successo Stupid con la rapper Yung Baby Tate. Tale singolo diventa virale sulla piattaforma social TikTok, venendo condiviso in oltre 400 000 video. La canzone si è guadagnata il primo posto nelle classifiche redatte da Billboard Bubbling Under Hot 100 e Bubbling Under R&B/Hip-Hop e nella classifica di Spotify relativa ai cinquanta brani maggiormente virali. Nell'ottobre 2019 ha partecipato come artista di apertura per i concerti statunitensi del tour di Danny Brown.
Il 6 marzo 2020 Ashnikko mette in commercio il singolo Tantrum, accompagnato da un video musicale il 23 marzo. Nello stesso periodo figura tra i compositori del singolo di Doja Cat Boss Bitch, impiegato nella colonna sonora del film Birds of Prey e la fantasmagorica rinascita di Harley Quinn.
Il 17 giugno è invece il turno del singolo Cry con il featuring della musicista Grimes, scelto come primo estratto dal nuovo progetto musicale di Ashnikko e accompagnato anch'esso dal relativo video musicale. Il 9 luglio è stato pubblicato Daisy, con il relativo video uscito reso disponibile il successivo 7 agosto. Il 28 agosto la cantante annuncia il suo primo mixtape, Demidevil, pubblicato il 15 gennaio 2021, rivelando anche la lista tracce. Intanto, Daisy è diventata virale su TikTok ed ha ottenuto un riscontro commerciale superiore a quello di Stupid, piazzandosi entro al ventiquattresimo posto in Regno Unito ed entrando nelle classifiche di Australia, Canada e Irlanda. 
Il successo ottenuto le procura una candidatura come miglior artista PUSH agli MTV Europe Music Awards 2020. Demidevil è stato promosso attraverso altri due singoli ufficiali, Deal with It e Slumber Party, e un tour promozionale in Nord America, Regno Unito e Irlanda nel corso dell'autunno 2021. Pochi giorni prima dell'inizio del tour, la cantante ha partecipato all'album di remix Dawn of Chromatica di Lady Gaga e successivamente ha pubblicato il doppio singolo Panic Attacks in Paradise/Maggots.

### Weedkiller(2023-presente)
Dopo circa due anni di pausa dalle pubblicazioni musicali, Ashnikko ha messo in commercio il singolo You Make Me Sick! nel febbraio 2023. Poche settimane dopo, è stata fissata la data di pubblicazione del suo primo album in studio Weedkiller al 23 agosto seguente. Altri due singoli, Worms e l'omonimo Weedkiller, hanno anticipato l'uscita del disco e un tour mondiale ha avuto inizio in Asia ed Oceania nella primavera dello stesso anno, per poi spostarsi in Nord America ed Europa in autunno e in America Latina nel 2024.

## Discografia

### Album in studio
- 2025 - Smoochies
- 2023 – Weedkiller

### EP
- 2017 – Sass Pancakes
- 2018 – Unlikable
- 2019 – Hi, It's Me
- 2024 – Halloweenie I-VI

### Mixtape
- 2021 – Demidevil

### Singoli

#### Come artista principale
- 2018 – Blow
- 2018 – Nice Girl
- 2018 – Halloweenie
- 2019 – No Brainer
- 2019 – Special
- 2019 – Hi, It's Me
- 2019 – Stupid (feat. Yung Baby Tate)
- 2019 – Halloweenie II: Pumpkin Spice
- 2020 – Tantrum
- 2020 – Cry (feat. Grimes)
- 2020 – Daisy
- 2020 – Halloweenie III: Seven Days
- 2021 – Deal with It (feat. Kelis)
- 2021 – Slumber Party (feat. Princess Nokia)
- 2021 – Panic Attacks in Paradise/Maggots
- 2023 – You Make Me Sick!
- 2023 – Worms
- 2023 – Weedkiller
- 2023 – Possession of a Weapon
- 2023 – Cheerleader
- 2023 – Halloweenie V: The Moss King
- 2024 – Pain The Town Blue
- 2025 – Itty Bitty

#### Come artista ospite
- 2016 – Mosquito (Ashnikko Remix) (con Sente)
- 2017 – Not That Girl (Ashnikko Remix) (con Girli)
- 2018 – Pancake (con Jaded)
- 2018 – Break My Back (con Jarreau Vandal)
- 2025 – Daddy (con Victoria)

## Tournée
- 2021 – The Demidevil Tour
- 2023/24 – Weedkiller Tour